# World Shut Your Mouth
World Shut Your Mouth è il primo album di Julian Cope, prodotto dalla Mercury Records nel 1984.

## Tracce
Lato A
1. Bandy's First Jump
2. Metranil Vavin
3. Strasbourg
4. Elegant Chaos
5. Quizmaster
6. Kolly Kibber's Birthday

Lato B
1. Sunshine Playroom
2. Head Hang Low
3. Pussyface
4. Greatness and Perfection
5. Lunatic and Fire-Pistol